# ديفيد دوغلاس دونكان
ديفيد دوغلاس دونكان (بالإنجليزية: David Douglas Duncan)‏ هو مصور وكاتب وصحفي وضابط أمريكي، ولد في 23 يناير 1916 في كانساس سيتي في الولايات المتحدة، وتوفي في 7 يونيو 2018 في غراس في فرنسا.

## وصلات خارجية
- ديفيد دوغلاس دونكان على موقع IMDb (الإنجليزية)
- ديفيد دوغلاس دونكان على موقع الموسوعة البريطانية (الإنجليزية)